# Lipka (Ralská pahorkatina)
Lipka (473 m n. m.) je vrch v okrese Česká Lípa Libereckého kraje, ležící asi 1 km severovýchodně od obce Noviny pod Ralskem, na stejnojmenném katastrálním území.
Lipka leží uprostřed křivky tří neovulkanických kopců v Brnišťské vrchovině. Jižněji je prominentní Ralsko a severněji Tlustec.

## Ekologie
I přes nedávnou destruktivní činnost kamenolomu se zde zachovala cenná společenstva suťového lesa s měsíčnicí vytrvalou a druhově pestrých květnatých bučin. Při průzkumech v 70. letech byla Lipka rovněž shledána jako mimořádně hodnotná reliktní lokalita měkkýšů. K vyhlášení se připravuje přírodní rezervace Lipka.

## Geomorfologické zařazení
Vrch náleží do celku Ralská pahorkatina, podcelku Zákupská pahorkatina, okrsku Cvikovská pahorkatina a podokrsku Brnišťská vrchovina.

## Přístup
Automobilem se dá nejblíže dojet do Novin pod Ralskem. Odtud vede východním svahem kopce cesta, která se na severovýchodě napojuje na zpevněnou cestu z areálu uranové těžby. Jižně od Lipky, po silnici z Novin
do Stráže pod Ralskem, vede červená turistická stezka.